# Kihachirō Kawamoto
Pour les articles homonymes, voir Kawamoto.
Kihachirō Kawamoto (川本 喜八郎, Kawamoto Kihachirō) (11 janvier 1925 - 23 août 2010) est un réalisateur et animateur japonais spécialisé dans l'animation de marionnettes.

## Biographie
Il a d'abord travaillé dans des grands studios, puis en indépendant. Le premier film qu'il réalise en indépendant est Ne cassez pas les branches (花折り, Hanaori, 1968).
Il collabore avec un des frères Wan au Studios d'art de Shanghai pour la réalisation de Tirer sans tirer (不射之射, Fusha no sha, 1988), il travaille également en Tchécoslovaquie, dans les studios de Jiří Trnka pour la création de La Princesse endormie (いばら姫、またはねむり姫, Ibara-hime mata wa nemuri-hime, 1990).
Principalement spécialisé dans les films de marionnettes, il réalise également un film en dessin noir et blanc La Vie d'un Poète (詩人の生涯, Shijin no shōgai, 1974).
Ses films ont fait l'objet d'une rétrospective en France en 1999 dans le cadre du festival Nouvelles Images du Japon. 
Enfin, il est l'instigateur du film Jours d'hiver (冬の日, fuyu no hi, 2003) réalisé conjointement par 35 animateurs de par le monde.
Il a reçu cinq prix du film Mainichi, pour les films Oni (鬼) en 1972, La Vie d'un poète (詩人の生涯, Shijin no shōgai) en 1974, Dōjōji (道成寺) en 1976, La Princesse endormie (いばら姫、またはねむり姫, Ibara hime mata wa nemuri hime) en 1990 et Jours d'hiver (冬の日, Fuyu no hi) en 2003.
La Ville de Paris lui a également décerné en 2003 la Médaille de la Ville de Paris (Grand Vermeil) à l'occasion du festival Nouvelles Images du Japon. 

## Filmographie

### Longs métrages
- 1981 : Rennyo and His Mother (蓮如とその母, Rennyo to sono haha?)
- 2003 : Jours d'hiver (冬の日, Fuyu no hi?)
- 2005 : Le Livre du mort (死者の書, Shisha no sho?)

### Courts métrages
- 1968 : Breaking of Branches is Forbidden (花折り, Hana-ori?)
- 1970 : Farce anthropo-cynique
- 1972 : Oni (鬼, Oni?)
- 1972 : Travel (旅, Tabi?)
- 1972 : La Vie d'un poète (詩人の生涯, Shijin no shōgai?)[2]
- 1972 : Dōjōji (道成寺, Dōjōji?)
- 1979 : House of Flame (火宅, Kataku?)
- 1988 : Self-Portrait (セルフポートレート, Serufu pōtoreito?)
- 1988 : Tirer sans tirer (不射之射, Fusha no sha?)
- 1990 : La Princesse endormie (いばら姫またはねむり姫, Ibara hime mata wa nemuri hime?)
- 2006 : Amefutakami, in the Sky (ひさかたの天二上, Hisakata no Amefutakami?)

### Honneurs
Il recevait le prix ASIFA en 1985.